# Даблдэй, Портия
По́ртия Энн Да́блдэй (англ. Portia Ann Doubleday; род. 22 июня 1988, Лос-Анджелес, Калифорния) — американская актриса.

## Биография
Портия Энн Даблдэй родилась 22 июня 1988 года в Лос-Анджелесе. Мать — актриса Кристина Харт (род. 1949), отец — актёр Фрэнк Даблдэй. Её старшая сестра — Кэйтлин Даблдэй (род. 1984), тоже актриса. Портия окончила Лос-анджелесский центр углубленного изучения.
Она дебютировала в кино в 1998 году. Получила известность благодаря ролям в сериале «Мистер Саншайн», фильмах «Бунтующая юность», «Большие мамочки: Сын как отец», «Телекинез», «Она».
С 2015 по 2019 год снималась в сериале «Мистер Робот».
В 2018 году была номинирована на премию «Women’s Image Network Awards» в категории «Лучшая актриса драматического сериала».
В 2020 году сыграла в фильме «Остров фантазий».

## Фильмография
| Год       |     | Русское название              | Оригинальное название             | Роль                           |
| --------- | --- | ----------------------------- | --------------------------------- | ------------------------------ |
| 1998      | ф   | Легенда мумии                 | Legend of the Mummy               | юная Маргарет                  |
| 2009      | ф   | Бунтующая юность              | Youth in Revolt                   | Шини Сандерс                   |
| 2009      | кор | 18                            | 18                                | Бекки                          |
| 2010      | кор | Между дней                    | In Between Days                   | Линдли                         |
| 2010      | ф   | Почти короли                  | Almost Kings                      | Лиззи                          |
| 2011      | ф   | Большие мамочки: Сын как отец | Big Mommas: Like Father, Like Son | Жасмин                         |
| 2011      | с   | Мистер Саншайн                | Mr. Sunshine                      | Хизер                          |
| 2012      | кор | Говард Кантур.com             | Howard Cantour.com                | Дакота Зиринг                  |
| 2012      | ф   | К-11                          | K-11                              | Баттерфляй                     |
| 2013      | ф   | Телекинез                     | Carrie                            | Крис Харгенсен                 |
| 2013      | ф   | Она                           | Her                               | Изабелла, суррогат на свидании |
| 2015      | ф   | Модная штучка                 | After the Ball                    | Кейт Кэсселл / Нейт Гэнимед    |
| 2015—2019 | с   | Мистер Робот                  | Mr. Robot                         | Анжела Мосс                    |
| 2020      | ф   | Остров фантазий               | Fantasy Island                    | Слоун Мэддисон                 |